# Kloster Bezdin

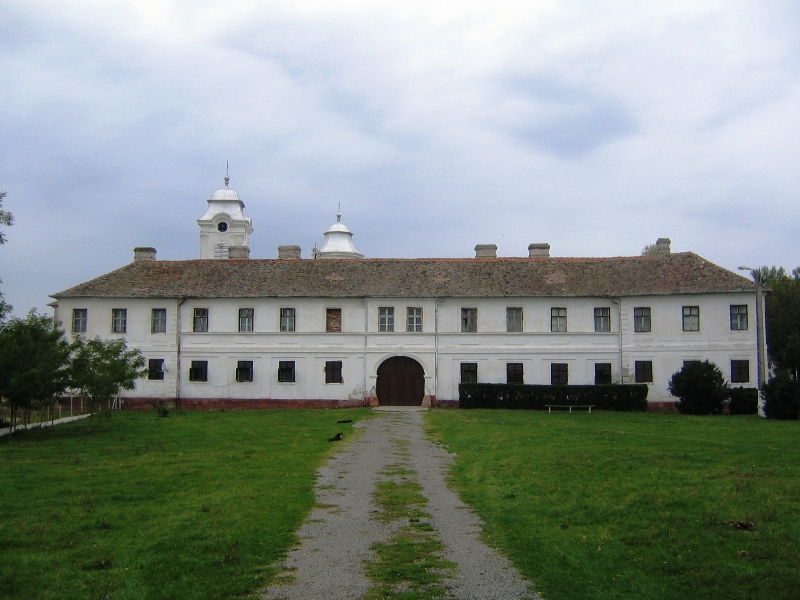
Kloster Bezdin

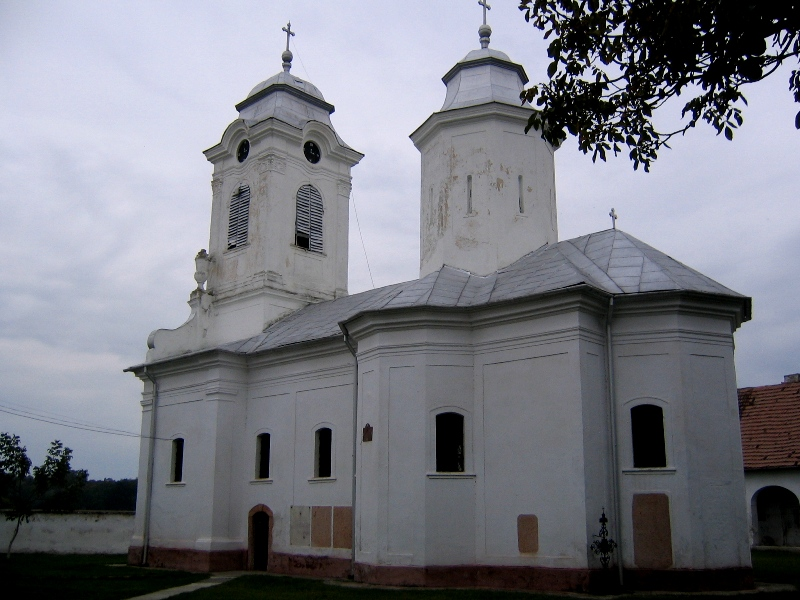
Klosterkirche Bezdin

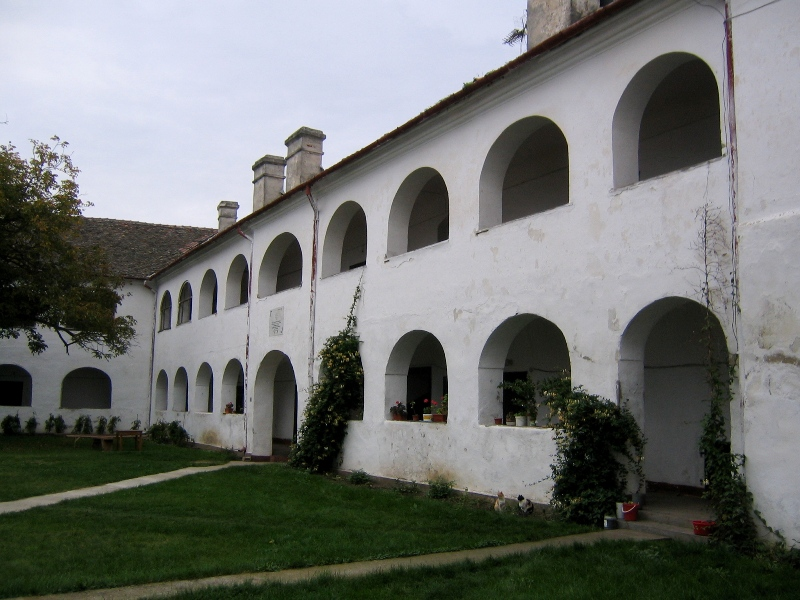
Kloster Bezdin

Das Kloster Bezdin (serbisch Манастир Бездин Manastir Bezdin) ist ein serbisch-orthodoxes Kloster aus dem 16. Jahrhundert in der Nähe der Dörfer Deutschsanktpeter, Secusigiu und Munar, im Kreis Arad, Rumänien. Es wurde am 28. August 1539 zu Maria Himmelfahrt eingeweiht. Das Kloster befindet sich 36 Kilometer westlich der Kreishauptstadt Arad, am linken Maroschufer, in unmittelbarer Nähe zu dem Naturpark Marosch-Auen, in der historischen Region Banat.

## Geschichte des Klosters
Am linken Maroschufer, gegenüber von Pecica, auf dem Gebiet des jetzigen Klosters Bezdin wurde im Jahre 1233 das Stift Ischou, vermutlich eine Benediktinerabtei, urkundlich erwähnt. Das Stift wurde während des Mongolensturms im Jahre 1241 zerstört. König Matthias Corvinus verlieh im Jahre 1479 den Brüdern Stefan und Marcus Jaksits, als Anerkennung ihres im Türkenkrieg bewiesenen Heldenmutes die Güter der am linken Maroschufer gelegenen Stifte Ischou und Hodosch. Das Kloster Bezdin wurde 1539 auf den Trümmern des Stiftes Ischou errichtet und in mehreren Bauetappen erweitert.
Der bedeutendste Teil des Klosters ist die Klosterkirche aus dem 16. Jahrhundert, welche von drei Seiten vom Klosterbau umgeben wird. Der Barockstil wurde der Kirche durch spätere Umbaumaßnahmen im Jahre 1728 verliehen. Die zu Ehren der Jungfrau Maria geweihte Klosterkirche serbisch-orthodoxer Konfession soll der Überlieferung zufolge schon in der ersten Hälfte des 16. Jahrhunderts ein berühmter Wallfahrtsort gewesen sein.
Im Jahre 1737 sollten deutsche Ansiedler aus der Pfalz und dem Schwarzwald auf enteignetem Klosterbesitz angesiedelt werden, wogegen das Kloster Beschwerde einlegte. Infolgedessen machte die Kaiserin Maria Theresia die Strafenteignung der Güter des Klosters aus dem Jahre 1735 rückgängig und verlieh dem Kloster das Terrain auf „Ewige Zeiten“. Zudem verordnete die Banater Landesadministration dem Temesvarer Verwaltungsamt, die Gründe des Klosters vor Privateinfällen zu schützen. Das Bezdiner Kloster selbst ließ zur Sicherung der Klosterdomäne Hottersteine mit lateinischer und kyrillischer Inschrift aufstellen, die noch bis zum Zweiten Weltkrieg vorhanden waren.
Nach dem Ersten Weltkrieg wollten die Sozialdemokraten den Feldbesitz des Bezdiner Klosters unter der besitzlosen Bevölkerung der Gemeinde aufteilen. Das Vorhaben wurde vom Klosterabt mit Unterstützung der serbischen Besatzung abgewendet, die bis zum Vertrag von Trianon im Jahre 1920 diesen Teil des Banats besetzt hielt.
Nach dem Zweiten Weltkrieg, als infolge des Agrarreformgesetzes die kirchlichen Besitztümer enteignet wurden, erhielten alle besitzlosen Einwohner der Gemeinden Deutschsanktpeter, Munar und Secusigiu Grund aus dem Besitztum des Klosters.
Das Kloster wurde von 1980 bis 1987 einer umfangreichen Renovierung unterzogen und ist heute eines der wenigen erhaltenen serbisch-orthodoxen Klöster auf dem Gebiet Rumäniens.